# 東亞黃蘚
東亞黃蘚（学名：Distichophyllum maibarae）为油蘚科黃蘚屬下的一个种。

## 扩展阅读
- 維基物種上的相關：東亞黃蘚